# أليكس غارسيا
أليكس غارسيا (بالبرتغالية: Alex Ribeiro Garcia) مواليد 4 مارس 1980، هو لاعب كرة سلة برازيلي يلعب في الدوري البرازيلي لكرة السلة ويحمل الرقم 8. يبلغ طوله 6 قدم 4 بوصة (1.9 م).

## فرق لعب لها
- سان أنطونيو سبرز
- نيو أورلينز بيليكانز
- مكابي تل أبيب لكرة السلة
- بينهيروس لكرة السلة

## الميداليات
| الميدالية | المسابقة                             |
| --------- | ------------------------------------ |
| فضية      | بطولة أمم الأمريكتين لكرة السلة 2001 |
| ذهبية     | بطولة أمم الأمريكتين لكرة السلة 2009 |
| فضية      | بطولة أمم الأمريكتين لكرة السلة 2011 |

## روابط خارجية
- أليكس غارسيا على موقع الاتحاد الدولي لكرة السلة (الإنجليزية)
- أليكس غارسيا على موقع الدوري الأوروبي لكرة السلة (الإنجليزية)
- أليكس غارسيا على موقع إن بي أي (الإنجليزية)
- أليكس غارسيا على موقع سبورتس رفرنس (الإنجليزية)
- أليكس غارسيا على موقع كرة السلة الأوروبية.كوم (الإنجليزية)
- أليكس غارسيا على موقع ريلجم (الإنجليزية)
- أليكس غارسيا على موقع بروبوليرز (الإنجليزية)
- أليكس غارسيا على موقع سبورتس رفرنس (الإنجليزية)
- أليكس غارسيا على موقع اللجنة الأولمبية الدولية (الإنجليزية)
- أليكس غارسيا على موقع أوليمبيديا (الإنجليزية)